# Scott Bakula
Scott Stewart Bakula (* 9. října 1954 St. Louis, Missouri) je americký herec.
Herectvím se zabýval již během studia na střední škole, poté začal studovat na University of Kansas, ve druhém ročníku ale školy zanechal a začal se věnovat hraní. Byl obsazen do hlavní role v národním turné muzikálu Godspell, které ale bylo krátce po začátku zrušeno. Bakula se přestěhoval do New Yorku, krátce poté dostal roli v muzikálu Shenandoah v Severní Karolíně. V roce 1983 debutoval na Broadwayi v muzikálu Marilyn: An American Fable, v televizi se poprvé objevil v reklamách. Jeho herecký výkon v broadwayském muzikálu Romance/Romance a následná nominace na cenu Tony pomohly Bakulovi k získání role doktora Sama Becketta v kritikou ceněném televizním seriálu Quantum Leap. Za tuto roli získal v roce 1991 Zlatý glóbus pro nejlepšího herce v dramatickém seriálu, také byl v kategorii nejlepšího herce čtyřikrát nominován na cenu Emmy. V 90. letech 20. století hrál např. také ve filmech První liga 3: Zpátky do druhé ligy či Americká krása. V letech 2001–2005 ztvárnil Jonathana Archera, kapitána hvězdné lodi v seriálu Star Trek: Enterprise. Dále hostoval např. v seriálu Kauzy z Bostonu, hrál ve filmu Informátor! či se pravidelně objevoval jako Stephen Bartowski v seriálu Chuck. Od roku 2014 hraje v seriálu NCIS: New Orleans.